# 森之翼
森之 翼（もりの つばさ、2000年6月 - ）は、日本の野菜ソムリエ、発酵食研究家。

## 経歴
野菜ソムリエを取得する前の2010年2月に、CBCふるさと市民エコジャーナリスト（環境問題に関するレポートのコンテスト）でグランプリを受賞している。
その年の4月に野菜ソムリエの資格を9歳で取得、14歳の2015年2月には野菜ソムリエプロを一発合格。いずれも当時は最年少で取得していて、9歳での最年少取得記録は7年間破られなかった。
野菜ソムリエプロだけでではなく、18歳で発酵ライフ推進協会が認定している発酵ライフアドバイザー、20歳には発酵ライフアドバイザープロフエッシュナルを、それぞれ最年少で取得している。
メディア活動では、テレビ出演では10歳から現在まで50回以上放映され、ラジオや新聞、雑誌など多数のメディア活動も行い、野菜のお役立ち情報や旬の野菜料理を発信している。新聞では朝日小学生新聞に「親子クッキングレシピ」を連載した。
出版物では2012年に主婦と生活社からレシピ本「野菜嫌いがなくなる魔法のレシピ」を出版している。
イベント活動では、企業や学校などからの依頼で、料理教室や食育講演を行っている。食品メーカーからの依頼でレシピ開発を行ったこともある。
2021年8月、日本野菜ソムリエ協会の20周年記念レシピコンテストでは優秀賞を受賞している。
テレビ朝日「ハナタカ優越館」には2017年3月から2021年9月25日まで不定期で出演している。
2023年3月立命館大学の食マネジメント学部を卒業。
2023年5月1日、名古屋市の栄、中日ビルの南側にスパイスカレーと野菜料理の店「森のカレー」をオープン。
おダシをかけて食べる「ひつまぶし風スパイスカレー」が人気を呼んでいる。

## メディア活動

### テレビ番組
- 鉄ぶら（スターキャット
  - 2011年6月3日 - 16日[6]
  - 2012年6月15日 - 28日[7]
- あぐり王国北海道NEXT（BS12・トゥエルビ、2016年12月18日）[8]
- ハナタカ優越館（テレビ朝日系）
  - 2017年3月23日[9]
  - 2017年4月13日[10]
  - 2017年5月11日[11]
  - 2017年5月25日[12]
  - 2017年6月15日[13]
  - 2017年7月13日）[14]
  - 2017年8月24日[15]
  - 2017年9月14日[16]
  - 2017年10月5日[17]
  - 2018年3月29日[18]
  - 2018年4月19日[19]
  - 2018年7月26日[20]
  - 2019年1月24日[21]
  - 2019年6月27日[22]
  - 2019年8月29日[23]
  - 2019年12月26日[24]
  - 2020年4月30日[25]
  - 2020年9月10日[26]
  - 2020年12月24日[27]
  - 2021年5月13日[28]
- ごごナマ・おいしい金曜日（NHK総合、2019年12月13日）[29]